# Slawomir Szkredka
Sławomir Szkredka (Czechowice-Dziedzice, Polonia, 12 de mayo de 1974) es un sacerdote de la Iglesia Católica nacido en Polonia y erudito bíblico que fue nominado como obispo auxiliar de la Arquidiócesis de Los Ángeles en julio de 2023.

## Biografía
Szkredka nació en Czechowice-Dziedzice, Polonia, en 1974. Sabía que quería ser sacerdote desde una edad temprana y comenzó a estudiar en el Seminario Metropolitano de Cracovia después de la escuela secundaria. Finalmente se transfirió al Seminario Metodista San Cirilo, obteniendo una licenciatura en filosofía y una maestría en teología en el 2002. Fue ordenado sacerdote ese mismo año por el cardenal Roger Mahony el 12 de enero de ese año.

### Sacerdocio
Después de su ordenación, Szkredka se desempeñó como vicario parroquial en la Iglesia St. Genevieve en Panorama City y en la Iglesia San Juan Bautista en Baldwin Park, antes de comenzar estudios de posgrado en el Instituto Bíblico Pontificio en Roma en el 2008. Obtuvo su doctorado en Sagrada Escritura en 2015 y regresó a la Arquidiócesis de Los Ángeles para servir como profesor y formador en el Seminario San Juan. Ha publicado múltiples artículos académicos además de un libro titulado “Icono de confianza: María en los evangelios de Lucas y Juan”.

### Episcopado
El 18 de julio del 2023, el Papa Francisco nombró a Szkredka obispo auxiliar de la Arquidiócesis de Los Ángeles y obispo titular de Vicus Turris.  El arzobispo José Horacio Gómez consagrará a Szkredka como obispo el 26 de septiembre de 2023, en la Catedral de Nuestra Señora de Los Ángeles.